# Некрасовская улица (Самара)
Некра́совская у́лица — находится в Самарском районе городского округа Самара между Ленинградской улицей и улицей Льва Толстого.
Как и многие улицы в старой части Самары, начинается от реки Волги — пересечением с улицей Максима Горького, а заканчивается пересечением с улицей Ленинской, где находится Покровский кафедральный собор.
Пересекает также улицы: Алексея Толстого, Куйбышева, Степана Разина, Фрунзе, Чапаевскую, Молодогвардейскую, Галактионовскую, Самарскую, Садовую.

## Этимология годонима
В разные времена улица носила названия: Пробойная (1820-е годы), Хлебная (1830-е годы), Перфильевская (1840-е годы), Панская (1860-е годы), Предтеченская (с 1870-х годов). По решению Самарского горисполкома от 13 февраля 1925 года улица Предтеченская получила имя русского поэта и писателя Николая Алексеевича Некрасова.

## История

### XX век
- В 1941—1943 годах в доме № 62 размещалось посольство США в СССР[1]. При посольстве была создана военная миссия, наделённая чрезвычайными полномочиями[2].

## Транспорт
Непосредственно по Некрасовской улице проходит транспорт следующих маршрутов:
- автобус № 2, 23, 41;
- троллейбус № 6, 16.

Добраться до пересечения с другими улицами можно также на маршрутах:
- автобус № 2, 34, 37, 41, 61, 108, 108в;
- трамваи № 1, 3, 5, 15, 16, 20;
- маршрутное такси № 46, 80, 88, 114, 119, 261, 347, 397.

## Здания и сооружения

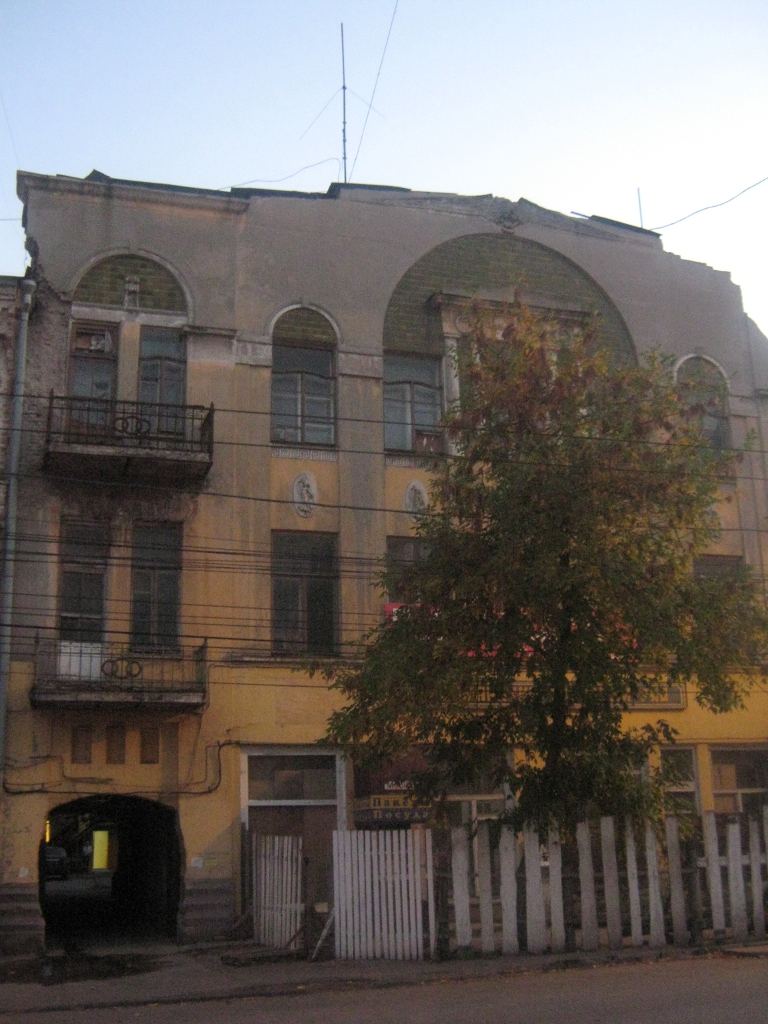
Дом Егорова-Андреева.

Начало улицы представляет собой малоэтажную застройку 1914—1917 годов. Встречаются как здания в стиле модерн, так и в стиле конструктивизма. 
Чётная сторона
- № 2 — Художественная галерея «Виктория»[3]. Ранее часть здания, обращённую к Волге, занимал «Первобанк»[4]
- № 20 — Финансовый отдел администрации Самарского района.
- № 28 — Гостинично-ресторанный комплекс «Русская охота». Здание 1994 года постройки.
- № 30 — двухэтажный кирпичный дом с цоколем, построен в 1917 году.
- № 38 — Администрация Самарского района городского округа Самара[5]
- № 40 — Отдел по работе с обращениями граждан Администрации Самарского района[5]
- № 44 — двухэтажное здание из кирпича, с деревянными перекрытиями
- № 46 — Нотариальная контора Самарского района; багетная мастерская.
- № 50 — 4-этажное здание, на первом этаже магазин, ресторан
- № 56 — ИМС «Центр профилактики» Управления здравоохранения г. Самара
- № 60 — бывший торговый дом П. В. Щетинкина, построен в 1913 году. Теперь в здании офисы, магазины.
- № 62 — в этом здании во время Великой Отечественной войны находилось посольство США в СССР. Сейчас там располагаются различные структуры администрации Самарского района, а также другие офисы и учреждения[5]
- № 76 — двухэтажное здание, бывший дом купчихи А. В. Давыдовой
- № 78 — административное здание, 4 этажа
- № 82 — кирпичный жилой дом, 8 этажей, на первом этаже коммерческая недвижимость. Построен в 2005 году.

Нечётная сторона

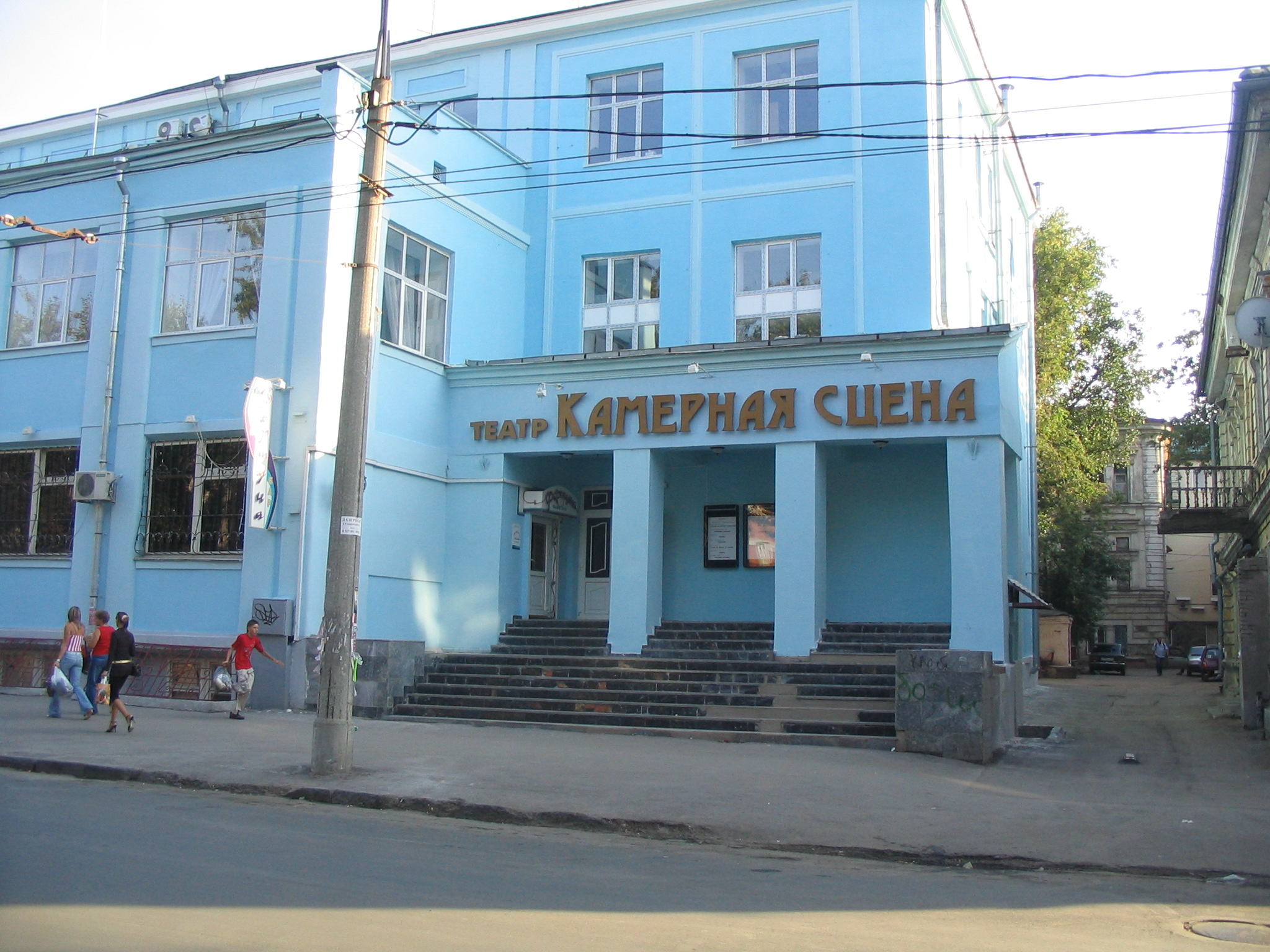
Самарский муниципальный театр драмы «Камерная сцена»

- № 1 — здание бывшей торговой бани М. А. Чаковского (годы постройки 1885—1889), памятник градостроительства и архитектуры регионального значения[6]
- № 3 — Управление федеральной регистрационной службой по Самарской области
- № 27 — театр «Камерная сцена»; кафе «Фортуна»; Филиал банка «Бинбанк».
- № 31 — ателье на Некрасовской
- № 53 — трёхэтажный дом, построен З. В. Клейнерманом для книготорговца Соломона Абросимовича Гринберга. Объект культурного наследия[7].
- № 57 — кирпичный дом в три этажа с мезонином, построен в 1917 году как доходный дом. На первом этаже коммерческая недвижимость, верхние этажи жилые.
- № 61 — бывший дом Егорова-Андреева, памятник архитектуры начала XX века (построен в 1911—1913 годах). Объект культурного наследия № 6300084000[8]. В настоящее время частично разрушен.
- № 63 — Департамент контроля муниципальной деятельности г. Самара, Департамент лесного хозяйства по Самарской области, Управление по работе с населением г. Самара
- № 65 — Управление ГИБДД Самарской области[9]
- № 79 — ЗАО «СамараМетСнаб»[10]
- № 87 — Специализированная детско-юношеская спортивная школа олимпийского резерва № 14[11]

Скульптурные композиции и памятные доски
На углу Некрасовской и Куйбышева (около сквера «Трёх вязов») установлен памятник солдату Швейку: бронзовая фигура бравого солдата, сидящая на пороховой бочке, и пёс у его ног. Авторы композиции — Александр Куклев, Николай Куклев, Кристина Цибер.

## Почтовые индексы
- 443099: нечётные дома (1—63), чётные (2—24);
- 443020: нечётные дома (65—91), чётные (76—96);
- 443010: чётные дома (28—74).